# 76-а ракетна бригада
76-а ракетна бригада е бивше съединение от Сухопътните войски на Българската армия.

## Въоръжение
Бригадата е била въоръжена с оперативно-тактическия ракетен комплекс Р-400 9К714 „Ока“ (SS-23 Spider).